# Автошлях Т 2559
Автошля́х Т 2559 — автомобільний шлях територіального значення у Чернігівській області. Пролягає територією Ніжинський району від Лісового до перетину з М02. Загальна довжина — 1,2 км.

## Маршрут
Автошлях проходить через такі населені пункти:
| Автошлях Т 2559      |         |
| Чернігівська область |         |
| Ніжинський район     |         |
|                      | E101М02 |
| Лісове               |         |